# Kaharlîk
Kaharlîk (în ucraineană Кагарлик) este orașul raional de reședință al raionului Kaharlîk din regiunea Kiev, Ucraina. În afara localității principale, nu cuprinde și alte sate.
În secolul al XIX-lea, orașul făcea parte din volostul Kaharlîk, uezdul Kiev.

## Demografie
Componența lingvistică a orașului Kaharlîk
     Ucraineană (96,61%)
     Rusă (3,02%)
     Alte limbi (0,16%)
Conform recensământului din 2001, majoritatea populației orașului Kaharlîk era vorbitoare de ucraineană (96,61%), existând în minoritate și vorbitori de rusă (3,02%).